# أصوات تحذير السيارة الكهربائية

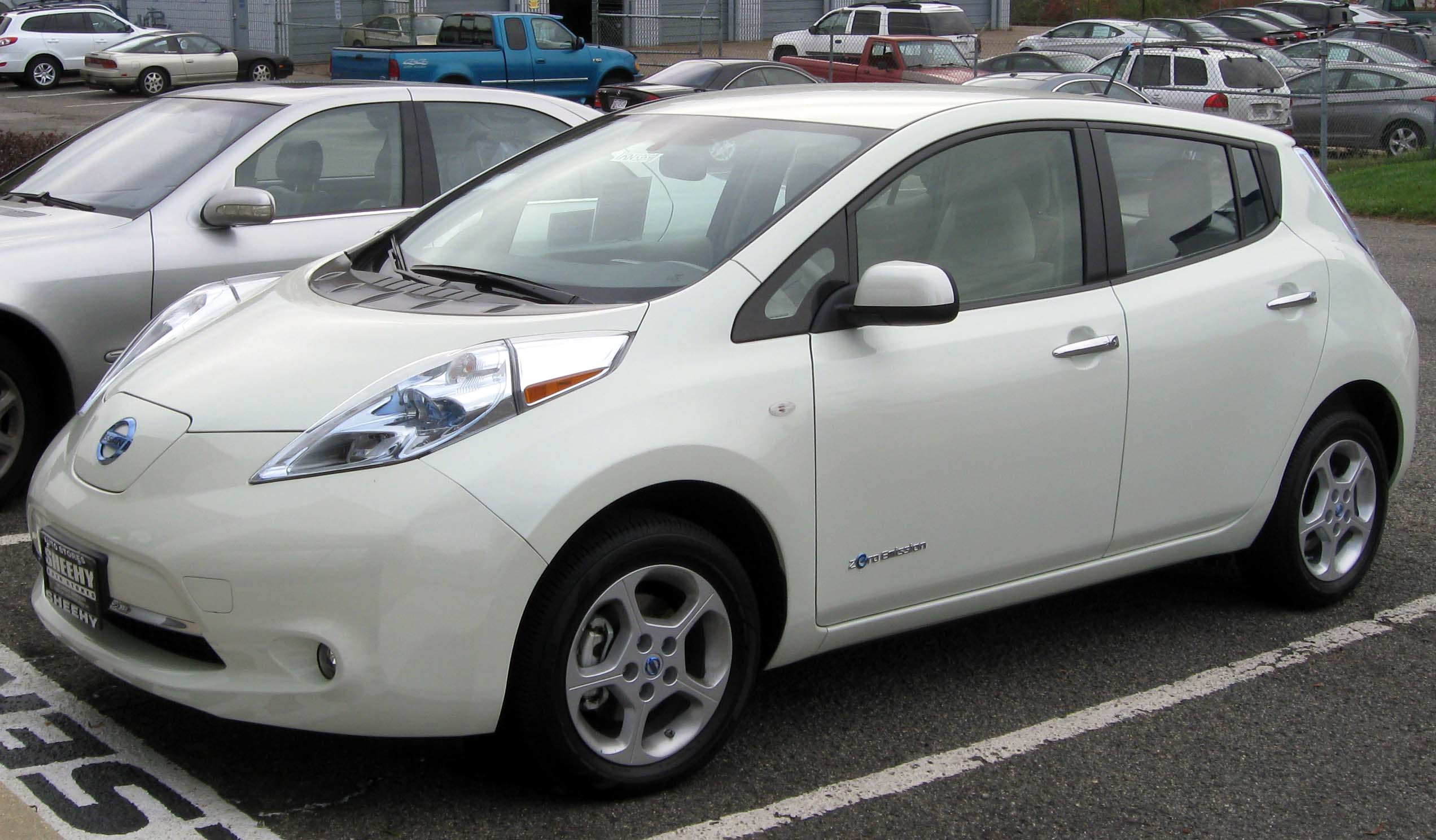
كانت سيارة نيسان ليف 2011 أول سيارة كهربائية مجهزة بنظام صوت السيارة للمشاة من نيسان والذي يسمى "كانتو".

أصوات تحذير المركبات الكهربائية هي أصوات مصممة لتنبيه المشاة إلى وجود مركبات تعمل بالكهرباء مثل المركبات الكهربائية الهجينة (HEVs)، والمركبات الكهربائية الهجينة القابلة للشحن (PHEVs)، والمركبات الكهربائية التي تعمل بالبطارية (BEVs) التي تسير بسرعات منخفضة. اعتبرت بعض الجهات التنظيمية الحكومية أن أجهزة الصوت التحذيرية ضرورية لأن المركبات التي تعمل في الوضع الكهربائي بالكامل تُنتج ضوضاء أقل من المركبات ذات محرك الاحتراق الداخلي التقليدي وقد تجعل من الصعب على المشاة وراكبي الدراجات (وخاصة أولئك الذين يعانون من ضعف البصر) أن يدركوا وجودها. قد تكون أصوات التحذير موجهة من السائق (كما في البوق ولكن بشكل أقل إلحاحًا) أو تعمل آليًا بسرعات منخفضة؛ وتتنوع في نوعها من أصوات اصطناعية واضحة (أصوات تنبيه، أجراس) إلى أصوات تحاكي أصوات المحرك وأصوات الإطارات التي تتحرك فوق الحصى.
أصدرت اليابان إرشادات بشأن مثل هذه الأجهزة التحذيرية في يناير 2010، ووافقت الولايات المتحدة على تشريع بهذا الشأن في ديسمبر 2010. أصدرت الإدارة الوطنية للسلامة المرورية على الطرق السريعة في الولايات المتحدة حكمها النهائي في فبراير 2018، والذي يشترط أن يُصدر الجهاز أصواتًا تحذيرية عند السير بسرعات أقل من 18.6 ميل/س (30 كم/س) الساعة. مع الالتزام بها بحلول سبتمبر 2020، ولكن 50% من المركبات "الهادئة" يجب أن تحتوي على أصوات التحذير بحلول سبتمبر 2019. في أبريل 2014، وافق البرلمان الأوروبي على تشريع يتطلب الاستخدام الإلزامي لنظام التحذير الصوتي للمركبات نظام تنبيه المركبات الصوتي [الألمانية] (أفاس AVAS). يتعين على الشركات المُصنعة تثبيت نظام أفاس في المركبات الكهربائية والهجينة ذات الأربع عجلات المعتمدة اعتبارًا من 1 يوليو 2019، وجميع المركبات الكهربائية والهجينة الهادئة الجديدة المسجلة اعتبارًا من يوليو 2021. يجب أن تُصدر السيارة مستوى ضوضاء مستمر لا يقل عن 56 ديسيبل (في نطاق 2 متر) إذا كانت السيارة تسير بسرعة 20 كم/ساعة (12 ميلاً في الساعة) أو أقل، وبحد أقصى 75 ديسيبل.
لقد طورت العديد من شركات صناعة السيارات أجهزة صوتية تحذيرية للمركبات الكهربائية، ومنذ ديسمبر 2011، تحتوي السيارات ذات التقنية المتقدمة المتوفرة في السوق على جهاز لإصدار أصوات تحذيرية كهربائية يعمل يدويًا، ومثال ذلك سيارات نيسان ليف ، وشيفروليه فولت ، وهوندا إف سي إكس كلاريتي ، ونيسان فوجا هايبرد/إنفينيتي إم 35 ، وهيونداي سوناتا هايبرد ، وتويوتا بريوس (اليابان فقط). تشمل الموديلات المجهزة بأنظمة عمل تلقائي للتحذير الصوتي سيارة بي إم دبليو آي 3 (BMW i3) موديل 2014 (هذا الخيار غير متوفر في الولايات المتحدة)، وسيارة تويوتا كامري هايبرد موديل 2012، وسيارة لكزس سي تي (CT200h) موديل 2012، وجميع إصدارات هوندا فيت الكهربائية، وجميع سيارات عائلة بريوس التي طُرحت مؤخرًا في الولايات المتحدة، بما في ذلك سيارة بريوس القياسية موديل 2012 ، وتويوتا بريوس v ، وبريوس c ، وتويوتا بريوس هايبرد. يأتي الطراز Smart electric drive لعام 2013، اختياريًا، مزودًا بأصوات تحذيرية تعمل تلقائيًا في الولايات المتحدة واليابان وتعمل يدويًا في أوروبا.

## خلفية
نتيجة لزيادة مبيعات المركبات الكهربائية الكاملة والمركبات الكهربائية الهجينة في العديد من دول العالم، أثار بعض أعضاء مجتمع المكفوفين مخاوف بشأن تلك السيارات، بسبب أنها قليلة الضوضاء وبالتالي لا ينتبه إليها المارة، خاصة عندما تعمل هذه المركبات في الوضع الكهربائي بالكامل، حيث يعتبر المكفوفون أو ضعاف البصر ضوضاء محركات الاحتراق الداخلي التقليدي مساعدة مفيدة تنبههم أثناء عبور الشوارع ويعتقدون أن المركبات الهجينة الهادئة (قليلة الضوضاء) يمكن أن تشكل خطرًا غير متوقع. على الرغم من أن دراسة أجريت عام 2009 لم تجد فرقًا إحصائيًا كبيرًا في حوادث المشاة التي تحدث من المركبات الهجينة الهادئة عند مقارنتها بالمركبات الأكثر ضوضاءً عندما كان كلا النوعين من المركبات يسيران في خط مستقيم، إلا أنها وجدت مضاعفة لحوادث المشاة بسبب المركبات الهجينة عند الرجوع للخلف أو ركن السيارة وما إلى ذلك عند السير بسرعات بطيئة.
ولا تقتصر هذه المشكلة على السيارات الكهربائية. حيث أظهرت الأبحاث التي أجريت في جامعة ميونيخ التقنية عام 2007 أن المركبات العادية التي يكون مصدر الضوضاء فيها في الخلف غالباً ما يُنتبه لها في وقت متأخر للغاية بحيث يصعب تجنب الحوادث بشكل آمن. قام الباحثون بقياس المسافة التي أصبحت عندها أصوات المركبات التي تقترب من المشاة مسموعة مع الحد الأدنى من الضوضاء في الخلفية، ثم مقارنة هذه المسافات بعد ذلك بمسافات توقف السيارات المعنية وجرى اقتراح خوارزمية لتقديرها بناءً على الإخفاء السمعي [الإنجليزية].
توصلت الأبحاث التي أجريت في جامعة كاليفورنيا، ريفرسايد في عام 2008، إلى أن السيارات الهجينة هادئة للغاية عند تشغيلها في الوضع الكهربائي (وضع EV) بحيث قد تُشكل خطراً على المشاة وراكبي الدراجات، وخاصة المكفوفين والأطفال وكبار السن، حيث قد يكون يُتاح لهم ثانية أو ثانيتان فقط، حسب السياق، لاكتشاف موقع السيارات الهجينة المقتربة صوتياً عندما تعمل المركبات بسرعات بطيئة للغاية. قام الاتحاد الوطني للمكفوفين بتمويل هذا المشروع البحثي.
تتكون التجربة من إجراء تسجيلات صوتية لسيارة تويوتا بريوس (هجينة) وسيارة هوندا أكورد  تقترب من اتجاهين بسرعة 5 ميل في الساعة (8.0 كم/س) للتأكد من أن السيارة الهجينة تعمل فقط بمحركها الكهربائي. وبعد ذلك استمع المشاركون في الاختبار في المختبر إلى التسجيلات وأشاروا إلى متى يمكنهم سماع الاتجاه الذي تقترب منه السيارات. تمكن المشاركون من تحديد مكان السيارة ذات محرك الاحتراق الداخلي من على مسافة 36 قدم (11 م)، لكن لم يتمكنوا من تحديد السيارة الهجينة التي تعمل في الوضع الكهربائي حتى وصلت إلى مسافة 11 قدم (3.4 م)، ولم يتبق سوى أقل من ثانيتين للرد قبل أن تصل المركبة إلى موقعها. وفي تجربة ثانية، تمت إضافة الأصوات الخلفية لسيارتين تعملان بمحرك احتراق هادئ إلى التسجيلات لمحاكاة ضوضاء ركن السيارات. في ظل هذه الظروف، كان لزاماً على السيارة الهجينة أن تكون أقرب بنسبة 74% من السيارة التقليدية قبل أن يتمكن المشاركون من سماع الاتجاه الذي تقترب منه السيارة. تمكن المشاركون من الحكم بشكل صحيح على اقتراب السيارة ذات محرك الاحتراق الداخلي عندما كانت على بُعد قرابة 28 قدم (8.5 م). تعني هذه النتيجة أنه في ظل الضوضاء البيئية الأقرب إلى الطبيعي، لن يتمكن المشاة من تحديد اتجاه اقتراب السيارة الهجين بشكل صحيح حتى تُصبح على بعد ثانية واحدة فقط منهم.
توصلت دراسة منفصلة أجريت عام 2008 من جامعة ميتشيجان الغربية إلى أن السيارات الهجينة والمركبات التقليدية آمنة بنفس القدر عند السفر بسرعة تزيد عن 20 ميل في الساعة (32 كم/س)، وذلك لأن ضوضاء الإطارات والرياح تولد معظم الإشارات المسموعة عند تلك السرعات العالية. كما جرى اختبار السيارات الهجينة بشكل آمن عند التحرك عند إشارات المرور وتبين أنها في هذه الحالة لا تشكل خطرا على المشاة. استخدمت جميع طرازات بريوس المستخدمة في الدراسة محركات الاحتراق الداخلي الخاصة بها عند التسارع من وضع السكون، مما أدى إلى إنتاج ضوضاء كافية ليسهُل اكتشافها.
توصلت دراسة أجرتها إدارة السلامة الوطنية على الطرق العامة في الولايات المتحدة عام 2009 إلى أن الحوادث التي تشمل المشاة وراكبي الدراجات تحدث بمعدلات أعلى معالمركبات الكهربائية الهجينة مقارنة بالمركبات ذات محرك الاحتراق الداخلي (ICE) وذلك عند سير المركبات بسرعة منخفضة مثل حالة الرجوع للخلف أو مغادرة منطقة وقوف السيارات. وتحدث هذه الحوادث عادة في المناطق التي تكون فيها حدود السرعة منخفضة، وخلال النهار وفي الطقس الصافي. توصلت الدراسة إلى أن احتمالية وقوع حادث للمشاة في سيارة هجينة تكون أعلى بمرتين من احتمالية وقوع حادث للمشاة في سيارة ذات محرك احتراق داخلي التقليدية عندما تتباطأ السيارة أو تتوقف أو تتحرك للخلف أو تدخل أو تغادر مكان وقوف السيارات. جرى تجميع مناورات المركبات في فئة واحدة مع الأخذ في الاعتبار تلك المناورات التي ربما حدثت بسرعات منخفضة للغاية حيث يكون الفرق بين مستويات الصوت التي تنتجها المركبة الهجينة مقابل المركبة ذات محرك الاحتراق الداخلي هو الأعظم. ووجدت الدراسة أيضًا أن معدل وقوع حوادث المشاة في السيناريوهات التي تنعطف فيها المركبات كان أعلى بشكل ملحوظ بالنسبة للمركبات الهجينة مقارنة بمركبات الاحتراق الداخلي. وعلى نحو مماثل، خلصت دراسة إدارة السلامة المرورية الوطنية على الطرق السريعة أيضًا إلى أن معدل وقوع حوادث الدراجات التي تحدث مع مركبات هجينة كهربائية لنفس النوع من المناورات كان أعلى بشكل ملحوظ عند مقارنته بالمركبات التقليدية.
في سبتمبر 2010، أصدرت شركة فولفو للسيارات وشركة فاتينفال، وهي شركة طاقة سويدية، تقريرًا بشأن نتائج المرحلة الأولى من برنامج عرض سيارة فولفو V70 الهجينة القابلة للشحن. ومن بين النتائج الأخرى التي توصل إليها الباحثون قبل التجربة، كان السائقون المشاركون في الاختبار الميداني قلقين من أنهم قد يشكلون خطراً على المشاة وراكبي الدراجات بسبب هدوء السيارة التي تعمل بالكهرباء، مما يجعل المارة أو راكبي الدراجات لا ينتبهون لها. وبعد الاختبار، غيّر العديد منهم رأيهم وقالوا إن هذه المشكلة كانت أقل خطورة مما توقعوا. ومع ذلك، قال بعض سائقي الاختبار إنهم واجهوا حوادث بسبب عدم ملاحظتهم بينما قال آخرون إنهم اتخذوا عناية إضافية في قيادتهم فيما يتعلق بهذه المشكلة.

## القواعد المنظمة
منذ عام 2009، تدرس الحكومة اليابانية والكونجرس الأمريكي والمفوضية الأوروبية تشريعات لتحديد الحد الأدنى لمستوى الصوت للمركبات الكهربائية الهجينة والمركبات الكهربائية القابلة للشحن عند التشغيل في الوضع الكهربائي، بحيث يمكن للمكفوفين وغيرهم من المشاة وراكبي الدراجات سماعها وهي قادمة وتحديد الاتجاه الذي تقترب منه. أظهرت الاختبارات أن المركبات التي تعمل في الوضع الكهربائي قد يكون من الصعب سماعها بشكل خاص عندما تسير بسرعة أقل من 32 كم/س (20 ميل/س).

### الاتحاد الأوروبي
في عام 2011، قامت المفوضية الأوروبية بصياغة مبادئ توجيهية لأنظمة التنبيه الصوتي للمركبات (أفاس). الهدف منها هو تقديم توصيات إلى الشركات المصنعة لنظام يُثبت في المركبات لإصدار إشارة مسموعة للمشاة ومستخدمي الطرق المعرضين للخطر. تهدف هذه المبادئ التوجيهية المؤقتة إلى تقديم الإرشادات حتى الانتهاء من أنشطة البحث الجارية وتطوير مواصفات أداء الأجهزة المنسقة عالميًا. تهدف هذه الإرشادات إلى جعل المركبات الكهربائية الهجينة والمركبات الكهربائية القادرة على السير على الطرق السريعة آمنة. توصي الإرشادات بأن يقوم نظام أفاس تلقائيًا بإنشاء صوت مستمر عندما تسير السيارة منذ بدء التشغيل حتى سرعة 20 كم/س (12 ميل/س) وأثناء الرجوع للخلف، إذا كان ذلك ينطبق على فئة السيارة تلك، ويسرد أنواع الأصوات غير المقبولة. ويذكر أيضًا أن أفاس قد يحتوي على مفتاح إيقاف مؤقت لإيقاف تشغيله مؤقتًا.
في 6 فبراير 2013، وافق البرلمان الأوروبي على مشروع قانون لتشديد حدود الضوضاء للسيارات لحماية الصحة العامة، وكذلك لإضافة أصوات تنبيهية لضمان سماع المركبات الهجينة والكهربائية لتحسين سلامة مستخدمي الطرق المعرضين للخطر في المناطق الحضرية، مثل المشاة وراكبي الدراجات والأطفال والمكفوفين وضعاف البصر والسمع. وينص مشروع القانون على عدد من الاختبارات والمعايير والتدابير التي يجب تطويرها أولاً لكي تصبح أنظمة التنبيه الصوتي للمركبات (أفاس) إلزامية في المستقبل. والآن يوجد تفاوض على اتفاق بهذا الشأن مع دول الاتحاد الأوروبي. ينص التعديل المعتمد على أن "الصوت الذي يجري توليده بواسطة نظام التنبيه الصوتي للمركبات يجب أن يكون صوتًا مستمرًا يوفر معلومات للمشاة ومستخدمي الطرق المعرضين للخطر من مركبة قيد التشغيل. يجب أن يكون الصوت مؤشرًا بسهولة على سلوك المركبة ويجب أن يبدو مشابهًا لصوت مركبة من نفس الفئة المجهزة بمحرك احتراق داخلي." في أبريل 2014، وافق البرلمان الأوروبي على التشريع الذي يتطلب أنظمة التنبيه الصوتي للمركبات، وهو أمر إلزامي لجميع المركبات الكهربائية والهجينة الكهربائية الجديدة. وقد حددت القاعدة الجديدة فترة انتقالية مدتها خمس سنوات بعد نشر الموافقة النهائية على الاقتراح المقدم في أبريل 2014 للامتثال لهذه اللوائح.

### اليابان
ابتداءً من يوليو 2009، بدأت الحكومة اليابانية في تقييم التدابير المضادة المحتملة من خلال لجنة النظر في التدابير المضادة فيما يتعلق بالمركبات الهجينة الهادئة وغيرها من المركبات، وفي يناير 2010، أصدرت وزارة الأراضي والبنية التحتية والنقل والسياحة إرشادات بشأن المركبات الهجينة وغيرها من المركبات شبه الصامتة، وذلك للحد من احتمالية حدوث حوادث بسبب عدم اكتشاف المارة وراكبي الدراجات لها.

### الصين
بدءًا من ديسمبر 2018، استكشفت الحكومة الصينية المبادئ التوجيهية المتعلقة بنظام التنبيه الصوتي للسيارات الكهربائية التي تعمل بسرعة منخفضة، ونفذتها في سبتمبر 2019.

### المملكة المتحدة
كلفت وزارة النقل بإجراء أبحاث لجمع الإحصائيات حول الحوادث التي تحدث مع المركبات الكهربائية والمشاة المكفوفين أو ضعاف البصر لتحديد ما إذا كان خطر الحادث المتصور حقيقيًا وما إذا كان من الصعب اكتشاف السيارات الكهربائية والهجينة سمعيًا أكثر من المركبات التقليدية ذات محرك الاحتراق الداخلي. كان هدف وزارة النقل هو استخدام النتائج لتحديد نوع الصوت الذي يجب أن يتوفر في المركبات الكهربائية لتفادي الحوادث.
أجرى مختبر أبحاث النقل هذا البحث، ونشرت النتائج في عام 2011. توصلت الدراسة إلى وجود ارتباط ضئيل بين معدل الحوادث مع المشاة ومستوى الضوضاء لغالبية المركبات. بالإضافة إلى ذلك، لم يجد التحليل أي دليل على وجود نمط في معدل الحوادث عند النظر فقط إلى تلك الحوادث التي وقعت عند سرعة 30 ميل/س (48 كم/س) أو الطرق الأبطأ، أو حيث كان المشاة معاقين. ولم تجد دراسة سابقة ارتفاعًا في معدل حوادث المشاة بالمركبات الكهربائية والهجينة مقارنة بنظيراتها التقليدية، مما أثار التساؤل حول ما إذا كان الصوت المضاف مطلوبًا بالضرورة. وأشارت الدراسة أيضًا إلى أن بعض السيارات التقليدية  الحديثة هادئة مثل نظيراتها الكهربائية، حتى عند السرعات المنخفضة.
قامت منظمة كلاب الإرشاد للمكفوفين البريطانية [الإنجليزية] بالضغط على أعضاء البرلمان الأوروبي للتصويت لصالح التشريع الذي يجعل تركيب مولدات الصوت الاصطناعية إلزاميًا على المركبات الكهربائية والهجينة الهادئة.

### الولايات المتحدة
وافق مجلس الشيوخ الأمريكي بالإجماع في 9 ديسمبر 2010 على قانون تعزيز سلامة المشاة لعام 2010، وأقره مجلس النواب بأغلبية 379 صوتًا مقابل 30 في 16 ديسمبر 2010. لا ينص القانون على سرعة محددة لإصدار الضوضاء المحاكاة ولكنه يلزم وزارة النقل الأمريكية بدراسة وإنشاء معيار لسلامة المركبات الآلية من شأنه أن يضع متطلبات لصوت تنبيه يسمح للمكفوفين وغيرهم من المشاة باكتشاف المركبة الكهربائية أو الهجينة القريبة بشكل معقول، ويجب الانتهاء من ذلك في غضون ثمانية عشر شهرًا. وقع الرئيس باراك أوباما على مشروع القانون في 4 يناير 2011.
نشرت إدارة السلامة الوطنية على الطرق العامة (NHTSA) في يناير 2013 قاعدة مقترحة للتعليق عليها. سيتطلب ذلك من السيارات الهجينة والكهربائية التي تسير بسرعة أقل من 18.6 ميل/س (30 كم/س) في الساعة أن تُصدر أصوات تحذيرية يجب أن يتمكن المشاة من سماعها وسط الضوضاء في الخلفية. وقد اختارت الوكالة سرعة 30 كم/ساعة كحد أقصى لأنه وفقًا لقياسات إدارة السلامة المرورية الوطنية على الطرق السريعة، فإن هذه هي السرعة التي تكون بها مستويات الصوت في المركبات الهجينة والكهربائية مساوية تقريبًا لمستويات الصوت التي تنتجها مركبات الاحتراق الداخلي المماثلة. وبحسب اقتراح الإدارة الوطنية للسلامة المرورية على الطرق السريعة، فإن شركات تصنيع السيارات ستكون قادرة على اختيار الأصوات التي تصدرها المركبات من بين مجموعة من الخيارات، وسيتعين على المركبات المماثلة أن تصدر نفس الأصوات. وكان من المقرر أن تدخل هذه القواعد حيز التنفيذ في سبتمبر/أيلول 2014. تقدر إدارة السلامة المرورية الوطنية على الطرق السريعة أن أصوات التحذير الجديدة من شأنها أن تمنع 2800 إصابة للمشاة وراكبي الدراجات خلال عمر كل طراز من المركبات الكهربائية والهجينة.
في فبراير 2013، أعلنت جمعية شركات صناعة السيارات العالمية وتحالف مصنعي السيارات، والتان قدمتا تعليقًا مشتركًا إلى الإدارة الوطنية لسلامة المرور على الطرق السريعة، عن دعمها للقاعدة، لكنهما طلبتا من الإدارة إيجاد مستوى ضوضاء ينبه المشاة بشكل فعال دون أن يكون مرتفعًا بشكل مفرط للآخرين داخل وخارج السيارة. وعلقوا أيضًا على أن القاعدة معقدة للغاية، وتتطلب شروطًا غير ضرورية، وستكلف أكثر مما هو ضروري. كما صرحت بعض شركات صناعة السيارات بعدم الحاجة إلى تشغيل المركبات الكهربائية لهذه الأصوات أثناء عدم الحركة، "لأنه ليس من الواضح أن ذلك يساعد المشاة على سماع السيارات المتوقفة في حركة المرور أو المتوقفة". بالإضافة إلى ذلك، طلبت شركات تصنيع المركبات من إدارة السلامة المرورية الوطنية على الطرق السريعة أن تجعل نظام الصوت الجديد مطلوبًا بحلول عام 2018 بدلاً من عام 2014.
في يناير/كانون الثاني 2015، أعادت الإدارة الوطنية للسلامة المرورية على الطرق السريعة تحديد موعد النطق بالحكم النهائي إلى نهاية عام 2015. وبما أن اللائحة دخلت حيز التنفيذ بعد ثلاث سنوات من إصدارها كقاعدة نهائية، فقد تأخر الامتثال لها حتى عام 2018. في نوفمبر 2015، أعادت الإدارة الوطنية للسلامة المرورية على الطرق السريعة جدولة الموعد مرة أخرى لأن التنسيق الإضافي كان ضروريًا. وقد تأخر صدور الحكم النهائي حتى منتصف مارس/آذار 2016. وبعد عدة تأخيرات إضافية، أصدرت الإدارة الوطنية لسلامة المرور على الطرق السريعة حكمها النهائي في فبراير/شباط 2018. يتطلب الأمر من السيارات الهجينة والكهربائية التي تسير بسرعة أقل من 18.6 ميل/س (30 كم/س) في الساعة إصدار أصوات تحذيرية يجب أن يتمكن المشاة من سماعها وسط الضوضاء في الخلفية. يتطلب هذا التنظيم الامتثال الكامل لتنفيذه في سبتمبر 2020، ولكن يجب أن تحتوي 50% من المركبات "الهادئة" على أصوات التحذير بحلول سبتمبر 2019.

## أمثلة لأنظمة محددة

### تحسين صوتيات المركبات
قامت شركة تحسين صوتيات المركبات (EVA)، وهي شركة مقرها في وادي السيليكون في كاليفورنيا والتي أسسها طالبان من جامعة ستانفورد بمساعدة رأس مال أولي من الاتحاد الوطني للمكفوفين، بتطوير تقنية للبضائع الثانوية (ما بعد البيع) تسمى «أنظمة إصدار الأصوات أثناء العمليات في المركبات». يجعل الجهاز صوت المركبات الكهربائية الهجينة يبدو أكثر شبهاً بصوت السيارات ذات محرك الاحتراق الداخلي التقليدي عندما تنتقل المركبة إلى الوضع الكهربائي الصامت، ولكن بجزء بسيط من مستوى الصوت لمعظم المركبات. وعند السرعات الأعلى من 20 ميل في الساعة (32 كم/س) إلى 25 ميل في الساعة (40 كم/س) يقف تشغيل نظام الصوت، ويقف تشغيل النظام أيضًا عندما يكون محرك الاحتراق الهجين نشطًا.
تستخدم تقنية فوزيس (VOSES) مكبرات صوت مصغرة مقاومة لجميع الأحوال الجوية مُثبتة على أغطية عجلات السيارة الهجينة وتُصدر أصواتًا محددة بناءً على الاتجاه الذي تتحرك فيه السيارة من أجل تقليل التلوث الضوضائي وتعظيم المعلومات الصوتية للمشاة. إذا كانت السيارة تتحرك للأمام، فإن الأصوات تنطلق فقط في الاتجاه الأمامي؛ وإذا كانت السيارة تدور إلى اليسار أو اليمين، فإن الصوت يتغير إلى اليسار أو اليمين بشكل مناسب. وتزعم الشركة أن «الأصوات العالية والمنخفضة وأجهزة الإنذار تشتت الانتباه أكثر من كونها مفيدة»، وأن أفضل الأصوات لتنبيه المشاة هي الأصوات التي تشبه أصوات السيارات، مثل «صوت المحرك الهادئ أو صوت دوران الإطارات البطيء على الرصيف». وقد جرى تصميم أحد أنظمة الصوت الخارجية في شركة تحسين صوتيات المركبات خصيصًا لسيارة تويوتا بريوس.

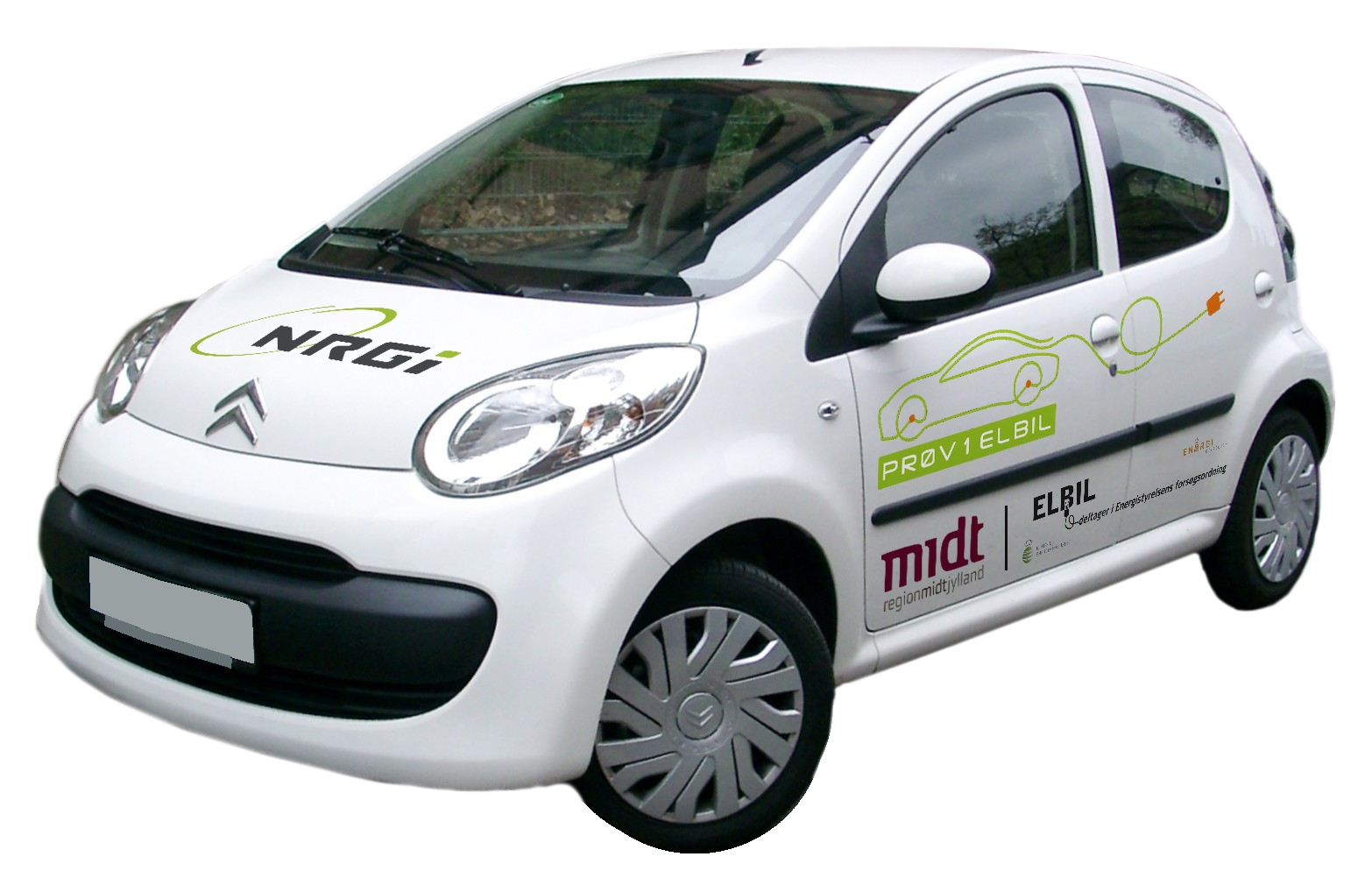
سيتروين سي 1 الكهربائية وبها نظام الصوت الخارجي ECTunes.

### إي سي تيونز
تعمل شركة إي سي تيونز على تطوير نظام يستخدم معدات الصوت الاتجاهية لإصدار الضوضاء عندما يكون هناك حاجة إليها. وبحسب الشركة، فإن تقنيتها ترسل إشارات صوتية فقط في اتجاه سير المركبة، مما يسمح للمارة وراكبي الدراجات الذين قد يكونون في مسار السيارة بسماع السيارة، دون إزعاج الآخرين بالضوضاء غير المرغوب فيها. قدمت شركة إنسيرو هورسينز [الإنجليزية]، وهي شركة دنماركية، استثمارًا كبيرًا لمساعدة إي سي تيونز في تطوير تقنيتها بالكامل.
ويستخدم نظام إي سي تيونز، ومعظم الأنظمة الأخرى التي أُعلن عنها حتى الآن، صندوق تحكم، مع برنامج، ومكبرات صوت رقمية، ومكبرات صوت خارجية مقاومة للعوامل الجوية. يتصل نظام إي سي تيونز بالسيارة ويقرأ السرعة والتسارع، ويُغلق عندما تصل السيارة إلى سرعة محددة كما هو محدد بواسطة اللوائح الحالية وكذلك اللوائح قيد التطوير مثل مركبات النقل البري الهادئة (QRTV)، وعند هذه النقطة تصبح الإطارات والرياح تصدر ضوضاء خاصة بها ولا حاجة لإصدار أصوات إضافية. تبيع الشركة حاليًا منتجاتها إلى شركات تصنيع المعدات الأصلية، وخاصة الإنتاج التسلسلي الصغير، وإلى سوق ما بعد البيع، ولديها أيضًا وحدة إنتاج ضخمة جديدة في مرحلة النموذج الأولي، توقفت الشركة عن العمل في عام 2016.

### ساوند رايسر EVS
شركة ساوند رايسر SoundRacer AB هي شركة سويدية لتصنيع أجهزة صوت المحرك الإلكترونية، تأسست في عام 2008 لتطوير تقنية الصوت لسيارات محرك الاحتراق الداخلي (ICE). في عام 2012، أطلقت الشركة أول نسخة من نظام صوت المحرك الإلكتروني للسيارات الكهربائية، والذي يعتمد على نفس التقنية.
يستخدم نظام SoundRacer EVS تسجيلات صوت المحرك الحقيقية كأساس للأصوات، وفقًا لإرشادات التشريع التي تنص على أن الصوت "يجب أن يبدو مشابهًا لصوت مركبة من نفس الفئة المجهزة بمحرك احتراق داخلي". ونتيجة لذلك، فإن الأصوات ستكون أقل عرضة للتسبب في الإزعاج مقارنة بإضافة بأنواع جديدة من الأصوات الاصطناعية إلى بيئة المرور.
جرى تطوير وحدات الصوت لإعطاء انطباع واقعي بصوت محرك الاحتراق الداخلي يشير إلى ما إذا كانت السيارة في وضع السكون أو التسارع أو التباطؤ أو القيادة. يجري تحديد خصائص الصوت المختلفة ومستوى الصوت من المعلومات المتعلقة بالسرعة الفعلية للمركبة وتغير السرعة.
تستهدف الشركة تطبيقين مختلفين من خلال المنتجات: جعل المركبات الكهربائية تلبي تشريعات أفاس AVAS، وزيادة تجربة القيادة لجعل المركبات الكهربائية أكثر شعبية بين مجموعات العملاء الذين يستمتعون بأصوات المحرك الحقيقية. في عام 2022 جرى تثبيت النظام في المصنع لأفاس AVAS في عدة مركبات مثل Rimac Nevera وSolaris Bus ومركبات كهربائية أخرى.
يقوم العديد من مصنعي المركبات الكهربائية مثل السيارات والشاحنات والحافلات الآن بعملية تقييم أنظمة الصوت الخاصة بمنتجاتهم. لمساعدتهم في عملية إنشاء النماذج الأولية، تحتوي وحدات SoundRacer EVS على وظائف ستوفر لمصنعي السيارات الكهربائية الأدوات اللازمة لاختبار الأصوات والإعدادات المختلفة. يمكن إنشاء العديد من الملفات التي تحتوي على الأصوات وإعدادات المعاملات، مثل السرعة التي عندها يُكتم الصوت ومستويات الصوت ومحاكاة صوت تغيير التروس، باستخدام برنامج حاسوب وتخزينها على بطاقة MicroSD. وبعد ذلك يمكن تغيير الأصوات والإعدادات أثناء اختبارات القيادة بلمسة زر واحدة.
يوفر نظام SoundRacer AB أنظمة كاملة بأصوات محركات مسجلة من السيارات والدراجات النارية، بما في ذلك الأسطوانات الأربع القياسية وشاحنة الديزل الكبيرة، وV8 وV12 وV-Twin، وCAN bus، ومدخلات السرعة/دورة في الدقيقة التناظرية والرقمية ومكبرات الصوت المحمية من الطقس. اختُبر النظام وجرى التحقق منه لتلبية متطلبات الاستخدام في المركبات الكهربائية وجعلها تلبي تشريعات أفاس AVAS، ولائحة لجنة الأمم المتحدة الاقتصادية لأوروبا رقم 10، واللائحة (الاتحاد الأوروبي) 2017/1576، ولائحة الأمم المتحدة رقم 138، والملحق الثامن للائحة (الاتحاد الأوروبي) رقم 540/2014، وشهادات الشركة المصنعة ISO 9001 و ISO 14001.

### فيسكر للسيارات

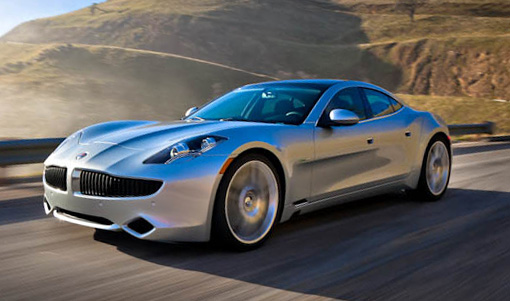
تحتوي سيارة فيسكر كارما على مولد صوت تحذيري تلقائي.

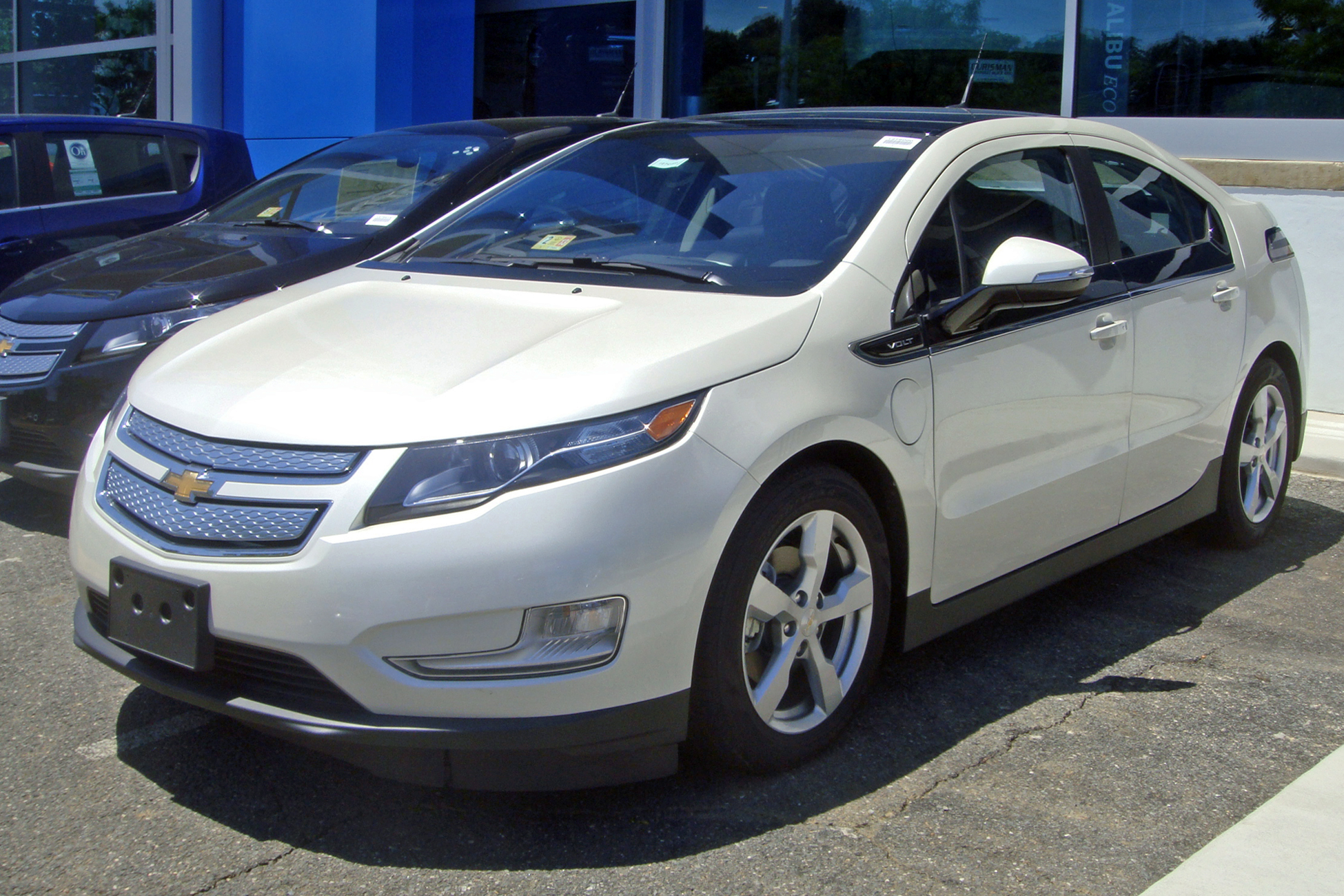
تتضمن سيارة شيفروليه فولت 2011 صوت تحذير يمكن تنشيطه يدويًا.

طورت شركة فيسكر أوتوموتيف Fisker Automotive مولد صوت ودمجه في سيارتها الكهربائية الهجينة الفاخرة فيسكر كارما، والتي جرى إطلاقها في عام 2011. وبحسب الشركة المصنعة للسيارة، فإن الصوت مصمم لتنبيه المشاة وتعزيز تجربة السائق، ويصدر صوت التحذير تلقائيًا. تصدر سيارة فيسكر كارما صوتًا من خلال زوج من مكبرات الصوت الخارجية المدمجة في المصد. وفقًا لمتحدث باسم الشركة، فإن ذلك الصوت هو مزيج بين صوت "سيارة فورمولا 1 ومركبة فضائية".
استغرقت عملية التطوير ما بين تسعة أشهر إلى عام، وأرسلت ثلاث شركات عينات صوت من ملفات بصيغة WAV لصوت المركبة والتي قام موظفو شركة فيسكر والمديرين التنفيذيين بتقييمها، وبدراسة الأصوات المتوقعة في غرفة الصوت للسماح للمهندسين بتقييم الأصوات دون تدخل أي ضوضاء أخرى. بعد اختبار الأصوات المرشحة في مواقع مختلفة بالنسبة للمركبة، قامت شركة فيسكر بضبط الصوت النهائي باستخدام معداتها الخاصة. يعمل صوت التحذير عندما تسير السيارة بسرعة أقل من 25 ميل/س (40 كم/س) في الساعة.

### فورد
كان من المقرر أن تتضمن سيارة فورد فوكس الكهربائية 2012 أصوات تحذيرية للمشاة. طورت شركة فورد موتور أربعة أصوات بديلة، وفي يونيو 2011 أشركت عشاق السيارات الكهربائية من خلال مطالبتهم باختيار صوتهم المفضل من بين أربعة أصوات تحذيرية محتملة من خلال صفحة Focus Electric على فيسبوك. ومع ذلك، قررت شركة فورد في النهاية التوقف عن تضمين أصوات التحذير ما لم يتطلب التشريع الفيدرالي ذلك، ولم يُنفذ مثل هذا النظام على المركبات المُنتجة.

### جنرال موتورز
أول سيارة كهربائية هجينة متاحة تجاريًا من إنتاج شركة جنرال موتورز، هي شيفروليه فولت، والتي جرى طرحها في ديسمبر 2010، تتضمن أصوات تحذير للمشاة. يُطلق على نظام جنرال موتورز اسم نظام التنبيه الصديق للمشاة Pedestrian-Friendly Alert System، ويعمل يدويًا بواسطة السائق، ولكن من المحتمل أن تتضمن الأجيال المستقبلية نظامًا نشطًا يعمل تلقائيًا. وقد أجرت شركة صناعة السيارات اختبارا مع مجموعة من الأشخاص الذين يعانون من مشاكل بصرية في Milford Proving Grounds من أجل تقييم أنظمة التحذير الصوتية في سيارة Volt عندما يكون أحد المشاة بالقرب من السيارة. يستخدم النظام بوق السيارة لإصدار سلسلة من الإشارات التحذيرية، مثل نغمة منخفضة للبوق، كافية لتوفير تنبيه ولكن ليس لإثارة الذعر. وفقًا لمهندسي شركة جنرال موتورز، فإن التحدي الأكبر هو "تطوير نظام نشط يمكنه التمييز بين المشاة والمركبات الأخرى"؛ وإلا فإن الصوت سوف ينطلق بشكل متكرر كلما اقتربت السيارة من مركبة أخرى، مما يؤدي إلى تلوث ضوضائي بدلاً من ذلك.

### هيونداي
قامت شركة هيونداي موتور بتطوير صوت تحذيري يسمى نظام صوت المحرك الافتراضي (Virtual Engine Sound System VESS). يقدم النظام، الذي أعلن عنه في سبتمبر 2010 على أسطول اختبار سيارات الهاتشباك الكهربائية BlueOn، ردود فعل صوتية اصطناعية تحاكي صوت محرك الاحتراق الداخلي أثناء السكون.
تعتبر سيارة هيونداي سوناتا هايبرد 2011 أول سيارة يجري إنتاجها بكميات كبيرة بواسطة هيونداي وتتضمن نظام صوتي للتحذير. في عام 2010 قررت شركة تصنيع السيارات وضع زر على لوحة أجهزة القياس في سيارة سوناتا هايبرد لتشغيل نظام التحذير الصوتي VESS وإيقاف تشغيله، ولكن بعد سن قانون تعزيز سلامة المشاة لعام 2010، والذي وقع عليه الرئيس أوباما في أوائل عام 2011، وبعد أن علمت أن الإدارة الوطنية لسلامة المرور على الطرق السريعة في الولايات المتحدة لن تسمح بمثل هذه المفاتيح لتجنب إيقاف تشغيل جهاز الضوضاء، قررت هيونداي عدم تثبيت الزر، وكان لا بد من تعديل أول سيارات سوناتا هايبرد المخصصة للسوق الأمريكية لإزالة ذلك المفتاح.

### كيا
تعرضت طرازات سيارات كيا Kia Niro HEV المباعة في الولايات المتحدة والمملكة المتحدة في عامي 2020/2021 لانتقادات شديدة من المالكين بسبب أصوات التنبيه العالية وغير الاجتماعية عند الرجوع للخلف، والتي يمكن سماعها من على بعد مئات الأقدام ومع ذلك يصدر الصوت من مقدمة السيارة.

### هندسة لوتس
أقامت شركة لوتس للهندسة (Lotus Engineering)، وهي مجموعة استشارية تابعة لشركة تصنيع السيارات الرياضية البريطانية لوتس للسيارات شراكة في عام 2009 مع شركة هارمان، وهي شركة منتجة لأنظمة الصوت، لتطوير وتسويق أنظمة الصوت الاصطناعية للسيارات. عملت شركة لوتس على عدد من المركبات الهجينة والكهربائية، وفكر مهندسوها أنها ستكون أكثر أمانًا إذا أحدثت هذه المركبات ضوضاء أثناء تحركها حول المصنع. جرى تطوير نظام إلغاء الضوضاء في الأصل لإلغاء الضوضاء المزعجة داخل السيارة، ثم جرى تعديله بحيث يمكنه أيضًا محاكاة أصوات المحرك التي تتغير مع السرعة واستخدام دواسة الوقود، مما يوفر "ملاحظات" مسموعة لسائقي المركبات ذات المحرك الهادئ. وفي الوقت نفسه، ومن خلال إضافة مكبرات صوت خارجية، يسمح نظام الصوت للمشاة بسماع الضوضاء أيضًا، ولكن اختياريًا يمكن أن يكون هناك صوت مختلف داخل السيارة عن الصوت المنبعث في الخارج. استخدمت شركة لوتس سيارة تويوتا بريوس لإظهار الجهاز ولكنها لم تشر إلى ما إذا كانت تنوي طرح هذه التقنية في السوق.
دُمج نظام الصوت الاصطناعي الخاص بشركة لوتس Lotus في سيارة لوتس إيفورا 414E الهجينة، وهو مفهوم هجين قابل للشحن كُشف عنه في معرض جنيف للسيارات لعام 2010. هذا النظام، المسمى تركيب الصوت الإلكتروني الداخلي والخارجي من HALOsonic (HALOsonic Internal and External Electronic Sound Synthesis، هو مجموعة من حلول الضوضاء التي تستخدم تقنيات حاصلة على براءة اختراع من شركتي لوتس وهارمان للصناعات الدولية. يقوم نظام الصوت بتوليد أصوات المحرك داخل السيارة من خلال نظام الصوت. ويقوم النظام أيضًا بتوليد الصوت الخارجي من خلال مكبرات الصوت المثبتة في الأمام والخلف لتوفير تحذير لزيادة سلامة المشاة. يأتي النظام مزودًا بأربعة أصوات للمحرك يمكن للسائق اختيار أحدها، وقد صُمم اثنان منها بصوت يشبه خصائص محرك V6 وV12 التقليدي متعدد الأسطوانات.

### نيسان

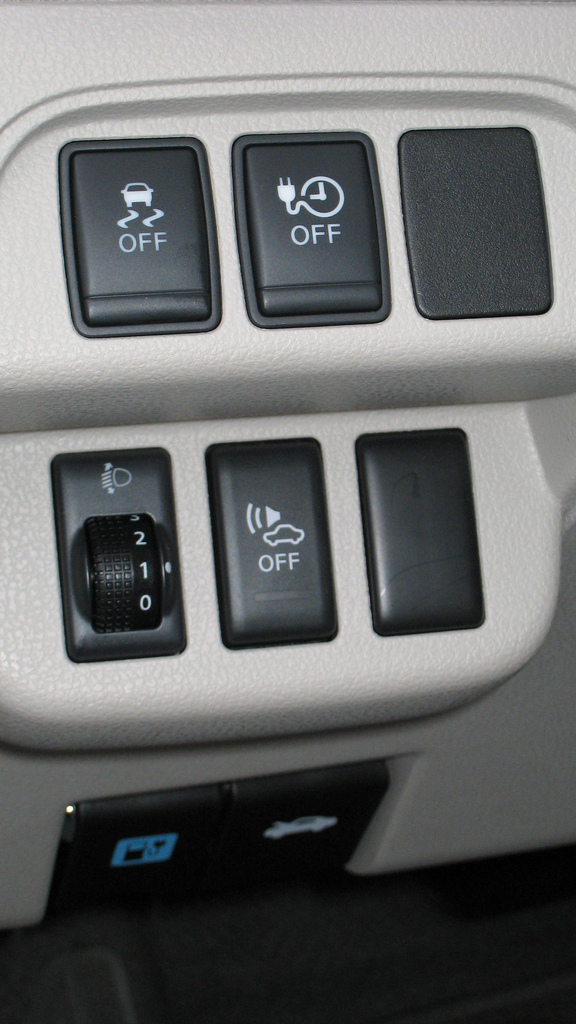
سيارة نيسان ليف 2011 مجهزة بمفتاح إيقاف مؤقت للصوت التحذيري.

صوت السيارة للمشاة (Vehicle Sound for Pedestrians VSP) هو نظام صوتي تحذيري طورته شركة نيسان موتورز في المركبات الكهربائية. كانت سيارة نيسان ليف أول سيارة تصنعها نيسان تتضمن نظام صوت السيارة للمشاة VSP، وتتضمن السيارة الكهربائية صوتًا واحدًا للحركة للأمام وصوت آخر للحركة للخلف. استُخدم نظام الصوت VSP أيضًا في سيارة إنفينيتي Nissan Fuga الهجينة التي جرى إطلاقها في عام 2011. يقوم النظام المتطور بإصدار صوت يسهل سماعه حتى ينتبه المشاة إلى اقتراب السيارة، ولكن أصوات التحذير لا تشتت انتباه ركاب السيارة بالداخل. أوضحت نيسان أنه أثناء تطوير الصوت قاموا بدراسة البحوث السلوكية للأشخاص الذين يعانون من ضعف البصر وعملوا مع علماء النفس الإدراكي والصوت، بما في ذلك الاتحاد الوطني للمكفوفين (NFB)، ومعهد ديترويت لطب العيون، وخبراء من المركز الطبي لجامعة فاندربيلت واستوديو تصميم الصوت في هوليوود.
نظام صوت السيارة للمشاة الذي طورته شركة نيسان هو نظام صوتي ذو موجة جيبية يتراوح ترددها من 2.5 كيلو هرتز في حده الأقصى إلى 600 هرتز، وهو نطاق يمكن سماعه بسهولة للفئات العمرية المختلفة. واعتمادًا على السرعة وما إذا كانت السيارة تتسارع أو تتباطأ، سيُصدر نظام الصوت أصواتًا واسعة وعالية ومنخفضة. على سبيل المثال، عند تشغيل السيارة سيكون الصوت أعلى، وعندما تكون السيارة في وضع الرجوع للخلف، سيُصدر النظام صوتًا متقطعًا. يتوقف نظام الصوت عن العمل عندما تصل سرعة السيارة إلى 30 كم/س (18.6 ميل/س) ويبدأ في العمل مرة أخرى عندما تتباطأ سرعة السيارة إلى أقل من 25 كيلومتر في الساعة (16 ميل/س) . بالنسبة لسيارة Leaf 2011، يمكن للسائق إيقاف الأصوات مؤقتًا من خلال مفتاح داخل السيارة، ولكن النظام يُعاد تشغيله تلقائيًا إلى في دورة الإشعال التالية. يُتحكم في النظام من خلال جهاز حاسوب وجهاز توليف في لوحة القيادة، ويصدر الصوت من خلال مكبر صوت في فتحة عجلة القيادة الأمامية بجانب السائق. قالت شركة نيسان إن هناك ستة أو سبعة أصوات نهائية، وأن اختبار الصوت شمل قيادة سيارات تصدر أصواتًا مختلفة أمام المختبرين الذين يقفون على زوايا الشوارع، والذين أشاروا إلى متى سمعوا السيارة المقتربة لأول مرة. قامت شركة نيسان بإزالة إمكانية تعطيل تنبيه المشاة بين طرازات عامي 2011 و2012 تحسبًا للحكم الأمريكي الذي كانت ستصدره الإدارة الوطنية لسلامة المرور على الطرق السريعة.
بعد نشر الأصوات الجديدة لشركة نيسان، أصدر الاتحاد الوطني للمكفوفين في الولايات المتحدة بيانًا يقول فيه "بينما كان سعيدًا بوجود التنبيه، إلا أنه كان غير سعيد لأن السائق يمكنه تشغيله". وافق الاتحاد الوطني للمكفوفين على صوت الحركة الأمامية لسيارة نيسان ليف، لكنه قال إنه يجب أيضًا استخدام الضوضاء الأمامية عند الرجوع للخلف لأن "الصوت المتقطع ليس بنفس فعالية الصوت المستمر" وأن السيارة يجب أن تصدر أصوات تحذيرية عندما تكون في وضع السكون، وليس فقط عندما تتحرك ببطء. ومع ذلك، فإن شكواهم الرئيسية هي أنهم لا يعتقدون أن السائق يجب أن يُسمح له بإيقاف الصوت.
كان لا بد من إزالة صوت التحذير الكهربائي من Leaf للسيارات التي جرى بيعت في المملكة المتحدة، حيث ينص قانون البلاد على أن أي صوت تحذير من المخاطر يجب أن يكون قابلاً للتعطيل بين الساعة 11:00 مساءً و6:00 صباحًا، ولا يسمح نظام التحذير المسموع في Leaf بمثل هذا التعطيل المؤقت. بالنسبة لطراز السيارة لعام 2014 في المملكة المتحدة، يعمل نظام التحذير الصوتي VSP بشكل افتراضي، على الرغم من أن الزر الموجود على لوحة القيادة يسمح للسائقين بتعطيل النظام حتى المرة التالية التي يقوموا فيها بتشغيل السيارة.

### تسلا
قدمت شركة تسلا موتورز Tesla, Inc ميزة نظام تحذير المشاة في سبتمبر 2019، والذي يصدر أصواتًا تحذيرية عندما تسير السيارة بسرعة أقل من 19 ميلاً في الساعة/32 كم/ساعة. وفي عام 2021 أعلنت شركة تسلا عن خططها لتركيب النظام على سيارات موديل 3 وموديل Y القديمة المحددة من عام 2019. وهذه الميزة متاحة حاليًا في جميع طرازات تسلا مثل: طراز إس Tesla Model S، وطراز 3 Tesla Model 3، و طراز إكس Tesla Model X، وطراز واي Tesla Model Y.

### تويوتا

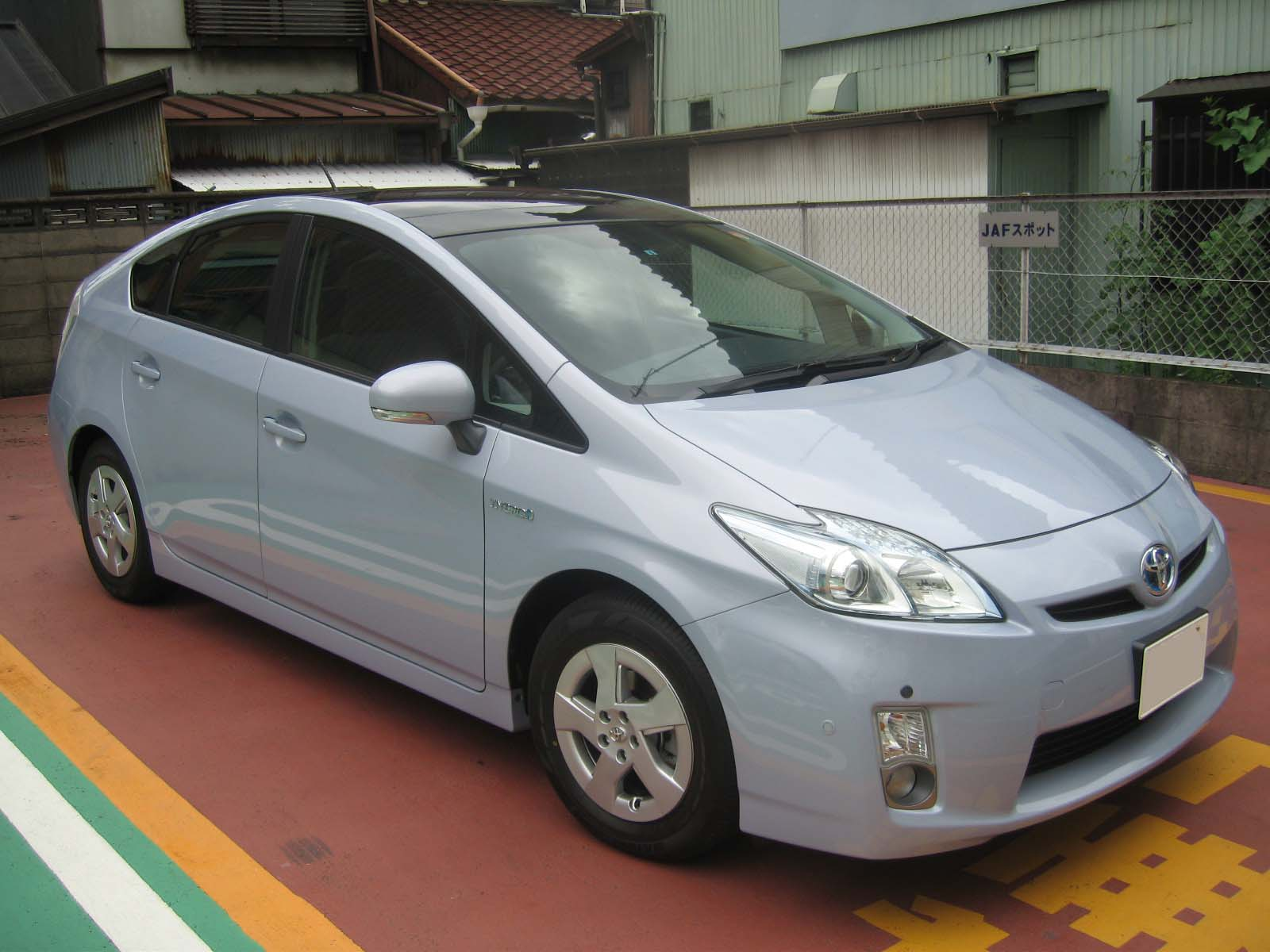
أصبح جهاز التحذير الصوتي في سيارة تويوتا بريوس متاحًا للمستهلكين اليابانيين منذ أغسطس 2010.

تعاونت شركة تويوتا للسيارات مع شركة فوجيتسو تن <a href="https://en.wikipedia.org/wiki/Fujitsu_Ten" rel="mw:ExtLink" title="Fujitsu Ten" class="mw-redirect cx-link" data-linkid="330">Fujitsu Ten</a> لتطوير نظام تحذير أوتوماتيكي للسيارات الهجينة والكهربائية لتنبيه المشاة عندما تتحرك السيارة بواسطة محركها الكهربائي. كما درست الشركات تطوير نظام من شأنه تغيير نغمة التنبيه وحجمه بمساعدة رادار اكتشاف العوائق.
في أغسطس 2010، بدأت شركة تويوتا مبيعات جهاز على متن السيارة مصمم لإصدار صوت مركب لمحرك كهربائي تلقائيًا عندما تعمل سيارة بريوس كسيارة كهربائية بسرعات تصل إلى حوالي 25 كيلومتر في الساعة (16 ميل/س) . وسيكون الجهاز متاحًا في اليابان من خلال وكلاء تويوتا المعتمدين وموزعي قطع غيار تويوتا الأصلية وملحقاتها ليجري تركيبه على الجيل الثالث من سيارة بريوس بسعر ¥12,600 ين ياباني (أي ما يعادل 150 دولار أمريكي ) بما في ذلك ضريبة الاستهلاك. يرتفع صوت التنبيه وينخفض حسب سرعة السيارة، مما يساعد على الإشارة إلى قرب السيارة وحركتها بالنسبة للمشاة القريبين. وتخطط شركة تويوتا لاستخدام إصدارات أخرى من الجهاز في المركبات الكهربائية الهجينة، والمركبات الهجينة القابلة للشحن، والمركبات الكهربائية، بالإضافة إلى المركبات الهجينة التي تعمل بخلايا الوقود المخطط لإنتاجها بكميات كبيرة. يتوافق الجهاز مع اللوائح الحكومية الصادرة عام 2010 للسيارات الهجينة وغيرها من المركبات شبه الصامتة.
جرى تطوير نظام تنبيه قرب السيارة (Vehicle Proximity Notification System VPNS) من شركة تويوتا في الولايات المتحدة في جميع طرازات عائلة بريوس لعام 2012، بما في ذلك بريوس v، وبريوس الهجينة القابلة للشحن، وبريوس القياسية. طُور هذا النظام امتثالاً لقانون تعزيز سلامة المشاة لعام 2010.

### فولكس فاجن
تقدم شركة فولكس فاجن ما يسمى بوحدة الصوت الإلكتروني e-Sound في سياراتها الكهربائية والهجينة مثل e-Up، وe-Golf، ومجموعة GTE الهجينة. يُصدر النظام صوت تحذير للمشاة منذ بدء التشغيل حتى تصل سرعة السيارة إلى 30 كم/ساعة.

### الشركات المصنعة الأخرى
وتقوم شركة Think Global، وهي الشركة المصنعة للسيارات الكهربائية الموجودة بالفعل في السوق، بتقييم حلول لمشكلة السلامة هذه. وتعمل شركة فورد موتور على تطوير نظام لإصدار أصوات خارجية للسيارات الهجينة والكهربائية المستقبلية، بما في ذلك سيارة Focus BEV، التي كان من المقرر إطلاقها في عام 2011، والسيارة الهجينة والهجينة القابلة للشحن من الجيل التالي التي كان من المخطط إطلاقها في عام 2012. علقت نانسي جيويا، مديرة شركة فورد للكهرباء العالمية، قائلة: "ينبغي لشركات السيارات أن تفكر في توحيد نغمات السيارات الهجينة والكهربائية المستقبلية لتجنب حالة من الارتباك في الشوارع".

## النقد والجدل
عارض العديد من دعاة مكافحة الضوضاء والسيارات الكهربائية إدخال الأصوات الاصطناعية لتحذير المشاة، حيث يزعمون أن النظام المقترح لن يؤدي إلا إلى زيادة التلوث الضوضائي. كما عارضوا التشريع الأمريكي المعلق الذي من شأنه أن يتطلب إصدار أصوات تحذيرية بدون مفتاح إيقاف للسائق.
ويزعم روبرت إس. وول إيمرسون من جامعة غرب ميشيغان أن العديد من السيارات الفاخرة عالية الجودة التي تعمل بالبنزين أصبحت بالفعل أكثر هدوءاً من السيارات الهجينة، ووفقاً لأحدث دراساته، كانت سيارات الدفع الرباعي الهجينة أكثر ضوضاءً من العديد من المركبات ذات محركات الاحتراق الداخلي. ويخلص إلى أن سلامة المشاة ليست قضية مختلطة بل هي "قضية سيارة هادئة".

## توفرها بالسوق
اعتبارا من 1 يناير 2014 فإن معظم المركبات الكهربائية والهجينة المُباعة يوجد بها جهاز لإصدار ضوضاء للتحذير باستخدام نظام مكبر صوت. لا تضم شركة تسلا موتورز و فولكس فاغن وبي ام دبليو حاليا أصوات تحذير في سياراتها ذات الدفع الكهربائي، حيث قررت جميعها إضافة أصوات اصطناعية فقط عندما يكون ذلك مطلوبًا بحكم القانون.
| السيارة                           | النوع                                          | تشغيل نظام الصوت           | نوع الصوت                  | التاريخ     | الأسواق |
| --------------------------------- | ---------------------------------------------- | -------------------------- | -------------------------- | ----------- | --- |
| 2011 Chevrolet Volt               | مركبة هجينة قابلة للشحن الخارجي Plug-in hybrid | يدويًا                      | متقطع                      | نوفمبر 2010 | الولايات المتحدة وأوروبا وأستراليا. يعمل نظام الصوت من خلال زر على ذراع إشارة الانعطاف.                                                                                             |
| 2011 نيسان ليف Nissan Leaf        | سيارة كهربائية تعمل بالبطارية All-electric     | تلقائيًا ويمكن إيقافه يدويًا | للأمام: مستمر للخلف: متقطع | ديسمبر 2010 | اليابان والولايات المتحدة وكندا والعديد من الدول الأوروبية. يعمل أثناء التحرك بسرعة أقل من 18.6 ميل/س (30 كم/س). قامت نيسان بإزالة إمكانية تعطيل التنبيه من طرازات عامي 2011 و2012. |
| 2011 إنفينيتي أم /Infiniti M35    | مركبة كهربائية هجينة                           | تلقائيًا ويمكن إيقافه يدويًا | للأمام: مستمر للخلف: متقطع | 2010/2011   | اليابان (2010) والولايات المتحدة (2011 باسم Infiniti M Hybrid 2012) |
| 2011 فيسكر كارما                  | هجينة                                          | تلقائيًا                    | مستمر                      | يوليو 2011  | الولايات المتحدة وأوروبا. يعمل عندما تسير السيارة بسرعة أقل من 25 ميل/س (40 كم/س).                                                                                                  |
| 2011 هيونداي سوناتا               | هجينة                                          | n.a.                       | n.a.                       | مارس 2011   | الولايات المتحدة. |
| 2012 Bolloré Bluecar              | كهربائية                                       | تلقائيًا                    | مستمر                      | ديسمبر 2011 | فرنسا |
| 2012 تويوتا كامري اكس في 50       | هجينة                                          | تلقائيًا                    | مستمر                      | أغسطس 2011  | الولايات المتحدة. |
| 2012 لكزس سي تي Lexus CT200h      | هجينة                                          | تلقائيًا                    | مستمر                      | أغسطس 2011  | الولايات المتحدة. |
| 2012 Toyota Prius v               | هجينة                                          | تلقائيًا                    | مستمر                      | أكتوبر 2011 | الولايات المتحدة الأمريكية تعمل عندما تسير السيارة بسرعة أقل من 15 ميل/س (24 كم/س).                                                                                                 |
| 2012 Toyota Prius Plug-in Hybrid  | هجينة                                          | تلقائيًا                    | مستمر                      | فبراير 2012 | الولايات المتحدة الأمريكية تعمل عندما تسير السيارة بسرعة أقل من 15 ميل/س (24 كم/س).                                                                                                 |
| 2012 Ford Focus Electric          | كهربائية                                       | n.a.                       | n.a.                       | 2012        | الولايات المتحدة. |
| 2012 Toyota Prius                 | هجينة                                          | تلقائيًا                    | مستمر                      | 2012        | الولايات المتحدة الأمريكية تعمل عندما تسير السيارة بسرعة أقل من 15 ميل/س (24 كم/س).                                                                                                 |
| 2012 Toyota Prius c               | هجينة                                          | تلقائيًا                    | مستمر                      | مارس 2012   | الولايات المتحدة الأمريكية تعمل عندما تسير السيارة بسرعة أقل من 15 ميل/س (24 كم/س).                                                                                                 |
| 2012 Honda Fit EV                 | كهربائية                                       | تلقائيًا                    | مستمر                      | يوليو 2012  | الولايات المتحدة واليابان. تعمل أثناء التحرك بسرعة أقل من 12 ميل/س (19 كم/س). |
| 2013 Honda Accord Plug-in Hybrid  | هجينة                                          | تلقائيًا                    | مستمر                      | يناير 2013  | الولايات المتحدة الأمريكية تعمل أثناء الحركة في الوضع الكهربائي بالكامل بسرعة أقل من 12 ميل/س (19 كم/س).                                                                            |
| 2014 هوندا أكورد                  | هجينة                                          | تلقائيًا                    | مستمر                      | أكتوبر 2013 | الولايات المتحدة الأمريكية تعمل أثناء الحركة في الوضع الكهربائي بالكامل بسرعة أقل من 12 ميل/س (19 كم/س).                                                                            |
| 2013 Smart electric drive         | كهربائية                                       | تلقائيًا ويدويًا             | مستمر                      | مايو 2013   | تعمل تلقائيًا في الولايات المتحدة. واليابان، وتعمل يدويًا في أوروبا. |
| 2013 Fiat 500e                    | كهربائية                                       | تلقائيًا                    | مستمر                      | يوليو 2013  | الولايات المتحدة الأمريكية تعمل أثناء التحرك بسرعة أقل من 22 ميلاً في الساعة (25 km/h).                                                                                              |
| 2015 Kia Soul EV                  | كهربائية                                       | تلقائيًا                    | مستمر                      | سبتمبر 2014 | عالمي تعمل أثناء التحرك بسرعة أقل من 19 ميلاً في الساعة (30 km/h). |
| 2016 Hyundai Ioniq Electric       | كهربائية                                       | تلقائيًا and manual         | مستمر                      | سبتمبر 2016 | عالمي يعمل أثناء التحرك بسرعة أقل من 30 كم/س (19 ميل/س) |
| 2018 Honda Clarity Plug-In Hybrid | هجينة                                          | تلقائيًا                    | مستمر                      | ديسمبر 2017 | كندا واليابان والولايات المتحدة. يمكن تعطيلها يدويًا في كندا، ولكن ليس في الولايات المتحدة. يعمل أثناء الحركة في الوضع الكهربائي بالكامل بسرعة أقل من 12 ميل/س (19 كم/س).            |

## الملاحظات
1. ↑  ذات محرك احتراق داخلي
2. ↑  لائحة الاتحاد الأوروبي رقم 540/2014
3. ↑  قليلة الضوضاء
4. ↑  التي تستخدم محرك الاحتراق الداخلي
5. ↑  Enhanced Vehicle Acoustics
6. ↑  Vehicular Operations Sound Emitting Systems VOSES
7. ↑  وضع EV
8. ↑  ECTunes
9. ↑  Cross-over

## روابط خارجية
- نص المادة 841 - 111: قانون تعزيز سلامة المشاة لعام 2010 - تم التوقيع عليه في يناير 2011
- اختبار معيار السلامة الفيدرالي الأمريكي للسيارات رقم 141: الحد الأدنى لمتطلبات الصوت للسيارات الهجينة والكهربائية ، NHTSA (نوفمبر 2016)
- معدل حوادث المشاة وراكبي الدراجات بسبب المركبات الكهربائية الهجينة للركاب ، إدارة السلامة المرورية الوطنية على الطرق السريعة (2009)
- عينة من الأصوات للحكم الأمريكي المقترح ، NHTSA (2013)
- اللائحة (الاتحاد الأوروبي) رقم 540/2014 الصادرة عن البرلمان الأوروبي والمجلس بتاريخ 16 أبريل 2014 بشأن مستوى صوت المركبات الآلية وأنظمة إسكات الصوت البديلة
- التحقق من معلومات أي مركبة عن طريق رقم VIN

مقاطع مصورة بها عروض توضيحية لأصوات التحذير
- نظام تنبيه المشاة في شيفروليه فولت
- لوتس وهارمان هالوسونيك - عرض توضيحي لسيارة بريوس
- صوت سيارة نيسان للمشاة (VSP)
- نظام صوتي للسيارة التي تقترب من تويوتا بريوس
- نظام تنبيه القرب (VPNS) لسيارة تويوتا بريوس
- سوق Z-Audio لإنشاء الصوت